# Museum of Northwest Art

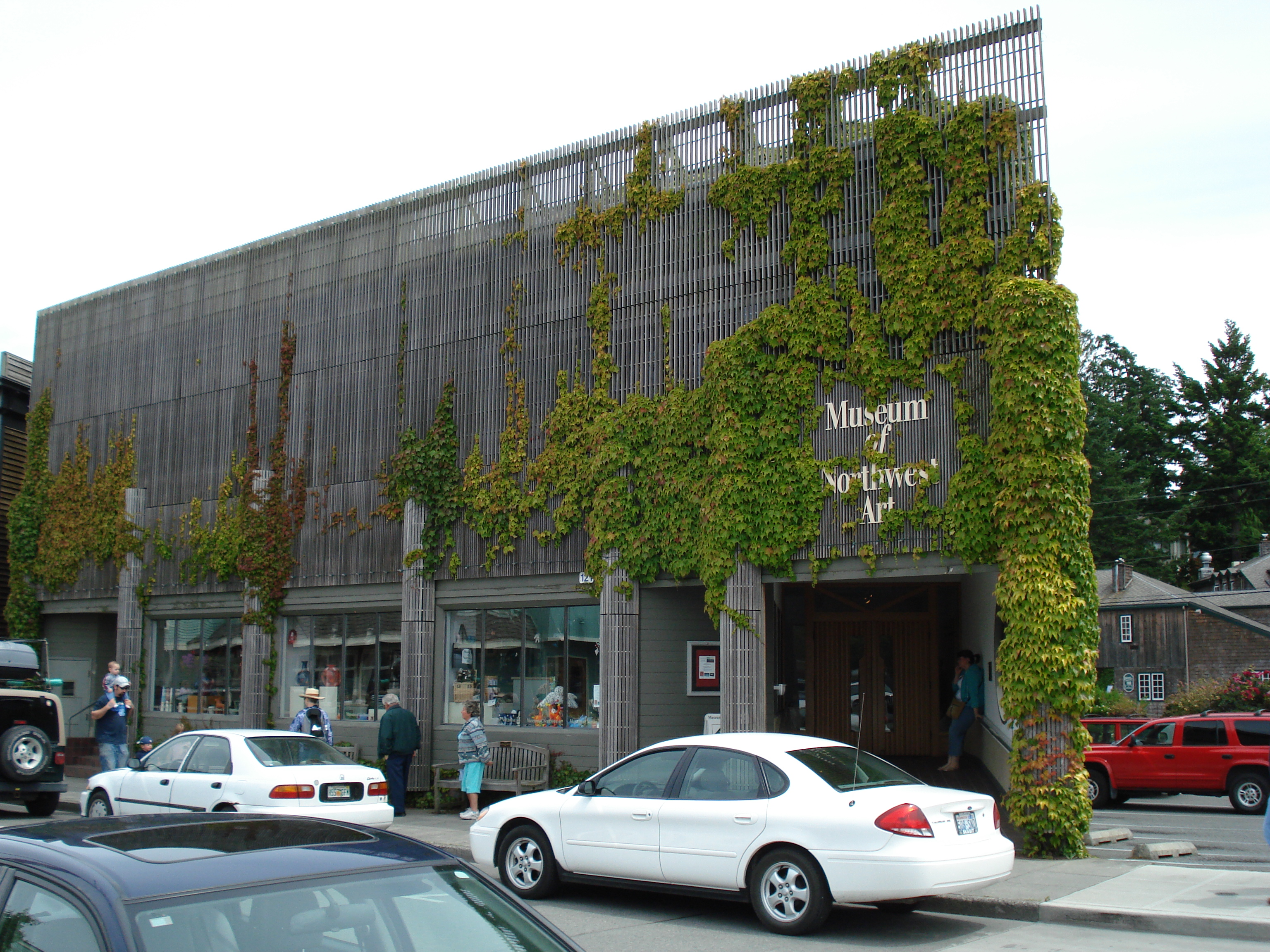
The Museum of Northwest Art in La Conner, Washington

Das Museum of Northwest Art (MoNA) ist ein Kunstmuseum in La Conner, Washington, USA, das sich auf die Kunstbewegung der Northwest School konzentriert, die ihren Höhepunkt in der Mitte des 20. Jahrhunderts hatte.

## Geschichte
Das Museum wurde am 3. Oktober 1981 als kleines regionales Museum eröffnet, das in ständigen Ausstellungen Werke bedeutender Künstler aus dem Nordwesten zeigt und als Quelle für die Vermittlung von Kunst aus dem Nordwesten dient. Das Museum wurde von dem Fotografen Art Hupy gegründet und war in dem historischen Herrenhaus Gaches Mansion in La Conner untergebracht. Zu den Künstlern, die hier ausgestellt wurden, gehörten Mark Tobey, Joey Kirkpatrick, Flora Mace, Clayton James, Philip McCracken, Mary Randlett, William Ivey, George Tsutakawa und Paul Havas.
1991 starteten der Vorstand des Museums und eine Gruppe Freiwilliger eine Spendenaktion, um ein neues Gebäude zu erwerben. Etwa zur gleichen Zeit wurde im Stadtzentrum von La Conner ein Geschäftshaus mit 12.000 Quadratmetern Einzelhandels- und Bürofläche zum Verkauf angeboten. Das neue Gebäude wurde von den Architekten Henry Klein Partnership innen und außen umgestaltet und im Oktober 1995 wiedereröffnet.

## Sammlung
Ursprünglich ohne ständige Sammlung, verfügt das Museum heute über eine kleine, aber repräsentative Sammlung von Gemälden, Skulpturen, Glas und Arbeiten auf Papier, die Anfang 2009 rund 2500 Werke umfasste. Die Aufgabe des Museums hat sich von der ursprünglichen Präsentation einiger weniger bedeutender Künstler des Nordwestens erweitert und bietet nun Ausstellungsmöglichkeiten für Künstler des pazifischen Nordwestens, einschließlich neuer Talente.